# La lavandera (Chardin)

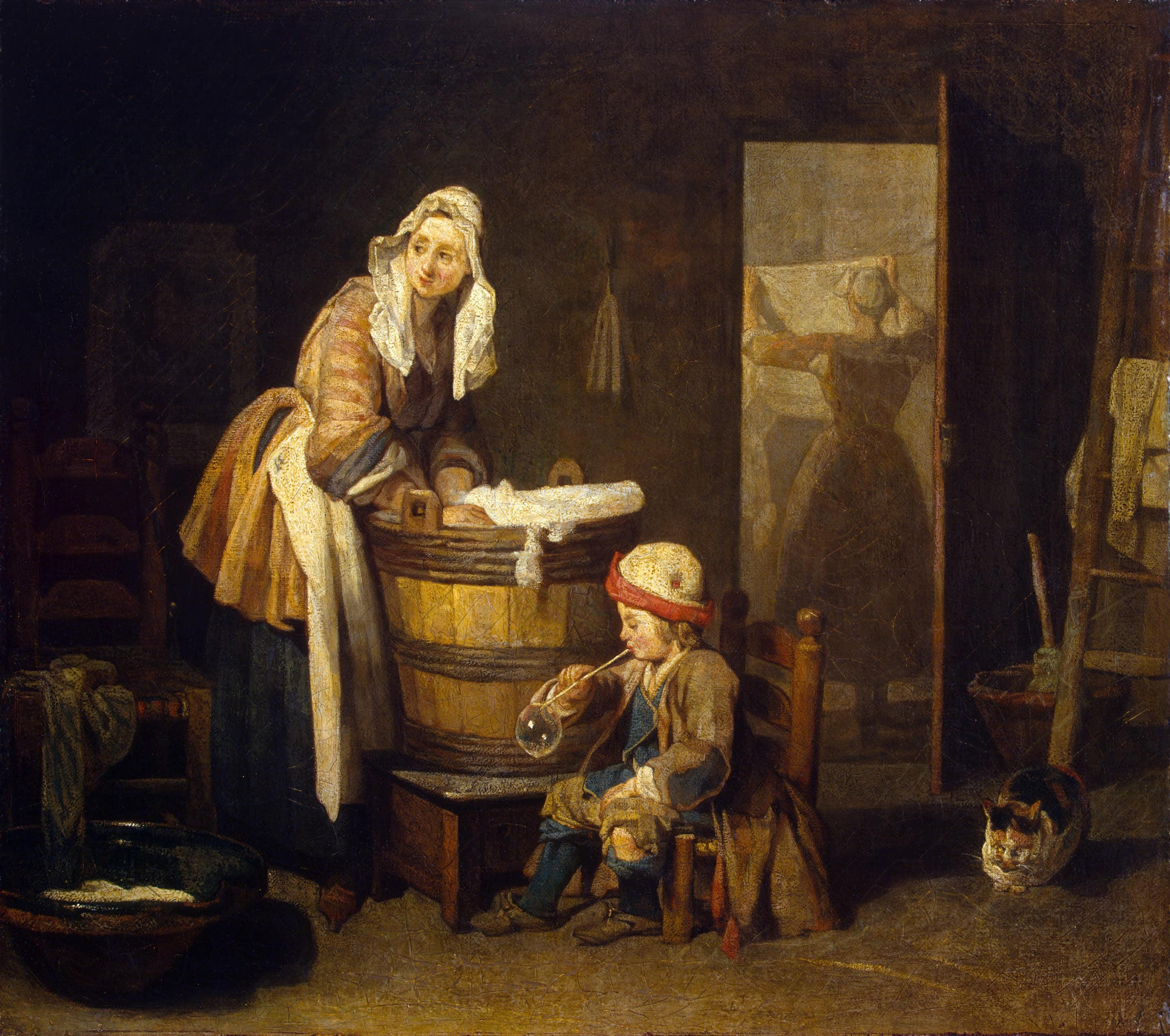
La lavandera, década de 1730, óleo sobre lienzo, 38 × 48 cm, Museo del Hermitage.

La lavandera, o Una mujercita ocupada con jabón, es una de las pinturas más conocidas de Jean Siméon Chardin; se encuentra en el Museo del Hermitage en San Petersburgo.
La obra está firmada en la parte superior izquierda Chardin. Procede de la colección Crozat comprada en su mayor parte por Catalina II por consejo de Diderot, en 1772. Pertenece a las primeras escenas de género pintadas por Chardin entre 1733 y 1740.
Representa en un interior campesino a una joven lavandera con cofia blanca ocupada lavando ropa en una tina. Vestida con un vestido azul cubierto con una camisola marrón amarillenta y un delantal blanco, mira hacia la izquierda. Esta escena íntima y tierna se ilumina gracias a la puerta trasera abierta donde otra joven, vista de espaldas, está ocupada tendiendo la ropa. Un niño sentado en una silla hace una pompa de jabón. Detrás de él, un gato dormitando.
Hay otras dos pinturas de Chardin que representan esta misma escena: la del Museo Nacional de Estocolmo (37,5 × 42,5 cm) está firmado en el centro del taburete que soporta la tina. Fue exhibido en el Salón de 1737 y grabado por Charles-Nicolas Cochin en 1739. Una tercera versión (35 × 41 cm), que formaba parte de la colección de Henri de Rothschild, fue destruida durante la Segunda Guerra Mundial.